# Зейбот, Арвид Янович
Арвид Янович Зе́йбот (1894—1934) — советский военный и хозяйственный деятель.

## Биография
Родился в Риге в семье крестьянина, ставшего фабричным рабочим, латыш. Член Социал-демократии Латышского края с 1912. Окончил реальное училище в 1913 году, учился в Рижском политехническом институте и на физико-математическом факультете Петроградского университета.
С 1916 года находился на нелегальном положении. После Февральской революции вернулся в Ригу, был избран депутатом Рижского Совета. Примыкал к меньшевикам-интернационалистам, но в начале 1918 окончательно перешёл к большевикам. Во время немецкой оккупации за революционную деятельность был арестован и отправлен в концлагерь — сначала в Даугавгрив, затем в Вентспилс. Освобожден после заключения Брестского мира. С осени 1918 года снова находился в Риге, на Первом съезде советов Объединённой Советской Латвии избран членом ЦИК, с января 1919 — комиссар статистики СНК Латвии. После захвата Риги интервентами в мае 1919 — в Красной Армии на партийно-политической работе. С 27 сентября 1920 года — помощник начальника Региструпра Полевого Штаба РВСР, с 15 апреля 1921 — начальник Разведупра Штаба РККА.
За время руководства Зейбота Разведуправление пережило реорганизацию и сокращение. В связи с окончанием гражданской войны Разведупр был преобразован в ноябре 1922 в отдел, а число сотрудников его центрального аппарата сокращено с 275 (в 1921) до 91 (в 1924). В это время Разведупр испытывал серьёзные трудности с финансированием и кадрами. В 1923 Наркомфин урезал смету Разведуправления в несколько раз, в результате чего разведка лишилась многих уже налаженных агентурных сетей. Условия работы сотрудников центрального аппарата Разведупра также оставляли желать лучшего, о чём Зейбот неоднократно подавал рапорты в вышестоящие инстанции. Кроме финансовых и кадровых трудностей, существенно затрудняло работу советской военной разведки постоянное соперничество с Иностранным отделом (ИНО) ВЧК-ОГПУ. При единстве задач и нехватке средств за рубежом действовали объединенные резидентуры ИНО ВЧК и Разведупра под руководством объединенных резидентов, бывших одновременно уполномоченными военной и политической разведок, что создавало изрядную неразбериху — из Москвы поступали противоречивые директивы, возникала путаница в денежной отчетности резидентур. Объединенные резиденты при этом вели переписку с руководителями обеих разведывательных служб и зачастую неплохо пользовались своим положением, выбирая из потока указаний только те, которым хотели следовать, и обращаясь при случае к другой стороне, а то и прямо в РВСР.
В этих условиях Зейбот, начиная с весны 1921, поднимал вопрос о необходимости объединить не только зарубежную агентуру, но и центральное руководство советских разведслужб. Проект, рожденный в недрах Разведывательного управления, предусматривал ликвидацию ИНО ОГПУ и передачу всей агентуры Разведупру, что вызвало категорическое неприятие со стороны руководства ОГПУ. Тогда Разведупр предложил передать ИНО весь личный состав разведаппаратов и агентурной сети, оставив за собой лишь право контроля за расходованием денежных средств, на участие в решении кадровых вопросов и выработки руководящих директив. ОГПУ на это также не согласилось. Межведомственная схватка тянулась до 1923, когда на совещании РВС под председательством Э. М. Склянского вообще было признано нецелесообразным объединение агентурных аппаратов ИНО ОГПУ и Разведупра. После этого в 1923 началось разделение зарубежной агентурной сети с назначением в каждую сеть своего резидента, и к началу 1925 разделение агентуры практически закончилось.
Зейбот в последние годы тяготился пребыванием на посту начальника Разведупра, 9 февраля 1924 он направил в ЦК РКП(б) письмо с просьбой о переводе на другую работу, и предложил на своё место Я. К. Берзина. Просьба Зейбота была удовлетворена, и он был назначен консулом, затем генеральным консулом СССР в Харбине, куда он был направлен под именем Ивана Петровича Грандта. В Харбине работал до 1926, по возвращении в СССР работал в наркомате Рабоче-крестьянской инспекции и СНК СССР. С 1928 года — помощник заместителя председателя СНК СССР Я. Рудзутака. 
Умер 9 ноября 1934 г. Урна с прахом захоронена в колумбарии на Новодевичьем кладбище.